# Леваке (Арканзас)
Леваке (англ. Lavaca) — місто (англ. city) в США, в окрузі Себастьян штату Арканзас. Населення — 2450 осіб (2020).

## Географія
Леваке розташований за координатами 35°19′49″ пн. ш. 94°10′58″ зх. д. / 35.33028° пн. ш. 94.18278° зх. д. (35.330258, -94.182862).  За даними Бюро перепису населення США в 2010 році місто мало площу 5,45 км², з яких 5,43 км² — суходіл та 0,02 км² — водойми. В 2017 році площа становила 5,78 км², з яких 5,75 км² — суходіл та 0,02 км² — водойми.

## Демографія
Згідно з переписом 2010 року, у місті мешкало 2289 осіб у 848 домогосподарствах у складі 655 родин. Густота населення становила 420 осіб/км².  Було 930 помешкань (171/км²). 
Расовий склад населення:
| - 94,0 % — білих - 2,3 % — корінних американців - 0,4 % — азіатів - 0,3 % — чорних або афроамериканців - 1,0 % — осіб інших рас |

До двох чи більше рас належало 1,9 %. Іспаномовні складали 2,2 % від усіх жителів.
За віковим діапазоном населення розподілялося таким чином: 29,4 % — особи молодші 18 років, 59,7 % — особи у віці 18—64 років, 10,9 % — особи у віці 65 років та старші. Медіана віку мешканця становила 33,1 року. На 100 осіб жіночої статі у місті припадало 97,5 чоловіків;  на 100 жінок у віці від 18 років та старших — 90,7 чоловіків також старших 18 років.
Середній дохід на одне домашнє господарство  становив 63 209 доларів США (медіана — 51 667), а середній дохід на одну сім'ю — 67 532 долари (медіана — 59 191). Медіана доходів становила 35 880 доларів для чоловіків та 26 875 доларів для жінок. За межею бідності перебувало 15,3 % осіб, у тому числі 28,7 % дітей у віці до 18 років та 5,8 % осіб у віці 65 років та старших.
Цивільне працевлаштоване населення становило 1241 осіб. Основні галузі зайнятості: освіта, охорона здоров'я та соціальна допомога — 23,4 %, роздрібна торгівля — 17,9 %, мистецтво, розваги та відпочинок — 11,9 %, транспорт — 9,1 %.